# (455) Bruchsalia
(455) Bruchsalia es un asteroide perteneciente al cinturón de asteroides descubierto el 22 de mayo de 1900 por Friedrich Karl Arnold Schwassmann y Maximilian Franz Wolf desde el observatorio de Heidelberg-Königstuhl, Alemania.
Está nombrado por Bruchsal, una ciudad del sur de Alemania.